# Lotella
Lotella là một chi cá biển trong họ cá Moridae thuộc bộ cá tuyết (Gadiformes).

## Các loài
Hiện hành chi này ghi nhận có các loài sau đây:
- Lotella fernandeziana Rendahl (de), 1921
- Lotella phycis (Temminck & Schlegel, 1846)
- Lotella rhacina (J. R. Forster, 1801) (cá tuyết đá)
- Lotella schuettei Steindachner, 1866
- Lotella tosaensis (Kamohara, 1936)